# Too Old to Die Young (album)
Too Old to Die Young is het 25e album van de Britse progressieve-rockmusicus Kevin Ayers.
Op het album staan opnamen van 6 januari 1972 (alle nummers van de eerste cd), van 27 maart 1975 (nummers 1 t/m 5 van de tweede cd) en van 30 september 1976 (nummers 6 t/m 11 van de tweede cd). Alle opnamen zijn gemaakt in de BBC-studio’s in Londen.

## Tracklist
Eerste cd:
1. Lady Rachel - 6:29
2. May I - 4:08
3. Clarence in Wonderland - 5:04
4. Whatevershebringswesing - 6:41
5. There is Loving - 6:54
6. Margaret - 3:34
7. Colores Para Dolores - 6:33
8. Crazy Gift of Time - 4:43
9. Why Are We Sleeping? - 12:01)

Tweede cd:
1. Didn't Feel Lonely - 4:44
2. Observations - 4:50
3. Stranger in Blue Suede Shoes - 4:23
4. Interview - 5:43
5. Farewell Again - 4:06
6. Shouting in a Bucket Blues - 4:40
7. If You Want to Be a Star - 4:34
8. Love's Gonna Turn You Around - 4:50
9. Mr. Cool - 3:44
10. Ballad of Mr.Snake - 2:28
11. Blue - 6:23

## Bezetting
- Kevin Ayers: zang, gitaar, basgitaar

Met op cd 1:
- Mike Oldfield: basgitaar, gitaar
- David Bedford: keyboard
- Lol Coxhill: saxofoon
- Dave Dufort: drums

cd 2, nrs. 1-5:
- Ollie Halsall: gitaar
- Rick Wills: basgitaar
- Tony Newman: drums

cd 2, nrs. 6-11:
- Andy Summers: gitaar
- Zoot Money: keyboard
- Bill Evans: dwarsfluit
- Charlie McCracken: basgitaar
- Rob Townsend: drums